# Анат-Кіняри
Ана́т-Кіня́ри (рос. Анат-Киняры, чув. Çӳлтикасси) — село у складі Чебоксарського району Чувашії, Росія. Входить до складу Вурман-Сюктерського сільського поселення.
Населення — 222 особи (2010; 184 у 2002).
Національний склад:
- чуваші — 99 %